# 罗联乡
罗联乡是中国福建省福州市长乐区下辖的一个乡。

## 行政区划
罗联乡共辖8个村委会，分别是：
三山村、吴村村、顶头村、方厝村、大坪村、东林村、马厝村、马台村。